# 13 (فلم 2022)
13: ترانيم المراهقة (بالإنجليزية: 13: The Musical)، (المعروف باسم 13) هو فيلم درامي كوميدي موسيقي أمريكي لعام 2022، من إخراج تامرا ديفيس، وسيناريو روبرت هورن. تم إصداره عبر نتفليكس في 12 أغسطس 2022.

## روابط خارجية
- مقالات تستعمل روابط فنية بلا صلة مع ويكي بيانات